# Idiocnemis kimminsi
Idiocnemis kimminsi – gatunek ważki z rodziny pióronogowatych (Platycnemididae). Endemit części archipelagu Wysp Salomona należącej do Papui-Nowej Gwinei; występuje na Nowej Brytanii, stwierdzony także na pobliskiej wyspie Mioko.